# بوو بوو ديفيس
بوو بوو ديفيس (بالإنجليزية: Boo Boo Davis)‏ هو كاتب أغاني ومغني أمريكي، ولد في 4 نوفمبر 1943.

## وصلات خارجية
- بوو بوو ديفيس على موقع IMDb (الإنجليزية)
- بوو بوو ديفيس على موقع ميوزك برينز (الإنجليزية)
- بوو بوو ديفيس على موقع أول ميوزيك (الإنجليزية)
- بوو بوو ديفيس على موقع ديسكوغز (الإنجليزية)